# اچ‌ام‌اس کلیو (۱۸۰۷)
اچ‌ام‌اس کلیو (۱۸۰۷) (به انگلیسی: HMS Clio (1807)) یک کشتی بود. این کشتی در سال ۱۸۰۷ ساخته شد.